# Scardinius
Scardinius – rodzaj ryb z rodziny karpiowatych (Cyprinidae).

## Klasyfikacja
Gatunki zaliczane do tego rodzaju:
- Scardinius acarnanicus
- Scardinius dergle
- Scardinius elmaliensis
- Scardinius erythrophthalmus – wzdręga[3], krasnopiórka[3]
- Scardinius graecus – wzdręga grecka[4]
- Scardinius hesperidicus
- Scardinius knezevici
- Scardinius plotizza
- Scardinius racovitzai – wzdręga cieplicowa[5]
- Scardinius scardafa

Gatunkiem typowym jest Leuciscus scardafa (S. scardafa).